# حزب بلوشستان الوطني (منغال)
حزب بلوشستان الوطني أو حزب بلوشستان الوطني (منغال) (بالأردية : بلوچستان نيشنل پارٹی) هو حزب سياسي في بلوشستان في باكستان. يؤمن بمزيد من الحقوق لمقاطعة بلوشستان واستقلالية أكبر من خلال النضال السلمي والديمقراطي.

## التاريخ
في عام 1972 ، شكل حزب عوامي الوطني أول حكومة منتخبة في بلوشستان بعد فوزه في الانتخابات وأدى عطا الله منغال اليمين كأول رئيس وزراء في بلوشستان. ولكن بعد تسعة أشهر فقط من تشكيل الحكومة أسقطها ذو الفقار بوتو، حيث استخدم إدعاء أكبر بوجتي بأن نظام منغال أراد تفكيك باكستان واستقلال بلوشستان، وسُجن عطا الله منغال وجول خان نصير وعدد من السياسيين، ثم أُطلق سراحهم عندما أطاح ضياء الحق بحكومة بوتو بعد أربع سنوات من السجن.
ثم أصبح مير جول خان نصير رئيسًا للحزب في بلوشستان بينما نُفِى عطا الله في لندن. في عام 1996 عاد عطا الله منغال إلى باكستان وشكل حزب بلوشستان الوطني.